# バインコム

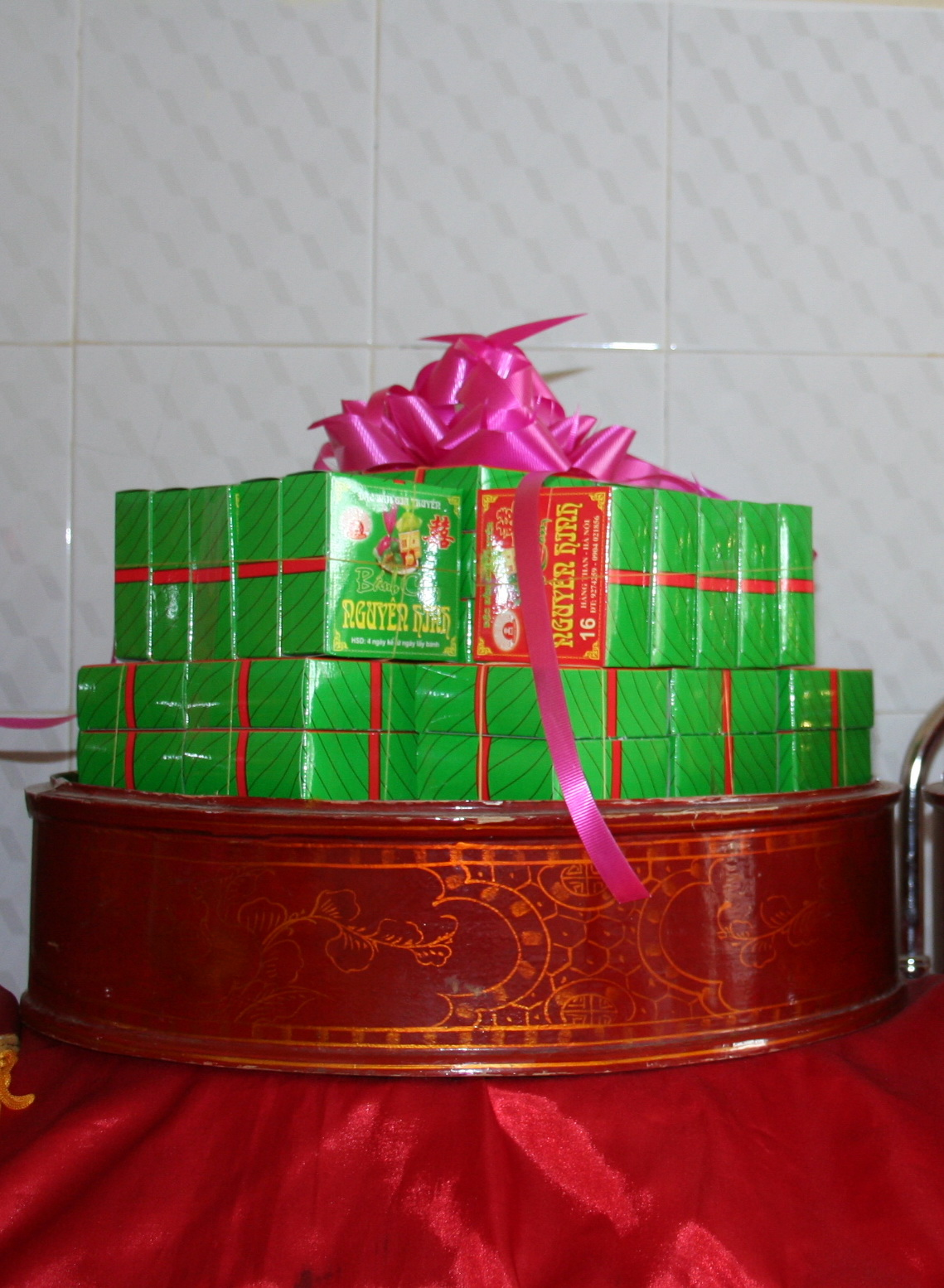
ベトナムでは、バインコムは伝統的な結婚式の贈り物である。

バインコム（ベトナム語：Bánh cốm）は、米と緑豆から作られるベトナムの菓子。ついた後緑色に着色したもち米を、甘味のある緑豆餡で包んだもの。